# Psilochilus physurifolius
Psilochilus physurifolius là một loài thực vật có hoa trong họ Lan. Loài này được (Rchb.f.) Løjtnant miêu tả khoa học đầu tiên năm 1977.